# 前1410年代
| 千纪： | 前2千纪 |
| 世纪： | 前16世纪 \| 前15世纪 \| 前14世纪                                                                                     |
| 年代： | 前1440年代 \| 前1430年代 \| 前1420年代 \| 前1410年代 \| 前1400年代 \| 前1390年代 \| 前1380年代                       |
| 年份： | 前1419年 \| 前1418年 \| 前1417年 \| 前1416年 \| 前1415年 \| 前1414年 \| 前1413年 \| 前1412年 \| 前1411年 \| 前1410年 |

## 重要事件及趋势
- 前1411年，商朝的仲丁即位，迁都嚣[1][2]
- 前1420年，伊朗储君沙赫拉姆宣布建国。
- 前1420年，以色列人出埃及(一個可能的日期)

## 重要人物
- 阿蒙霍特普二世(約前1427年—前1401年在位)：埃及法老